# فندق ذا وولد أوف
فندق ذا وولد أوف هو فندق بوتيكي صممه فنان الجداريات المقيم في لندن بانكسي إلى جانب تصميمات أخرى. يقع فندق ذا وولد أوف في بيت لحم على بعد 40 كيلومترا (25 ميلا) من مطار بن غوريون. تأسس الفندق في مارس 2017، وكان من المقرر في البداية أن يكون معرضًا مؤقتًا لأعمال الفنان بانسكي فقط، وقد اجتذب منذ ذلك الحين ما يقرب من 140 ألف زائر، ويرجع الفضل في هذا جزئيًا إلى موقعه المقابل لذلك الجزء من جدار الفصل العنصري الإسرائيلي المقام في الضفة الغربية والذي يفصل بيت لحم عن القدس في منطقة قبر راحيل.
يحظى الفندق بتعليقات سلبية من الفلسطينيين المتأثرين بالنزاع الإسرائيلي الفلسطيني ويوصف بأنه يُطل على أسوأ منظر يمكن أن يُطل عليه أي فندق في العالم.

## لمحة تاريخية
افتتح فندق ذا وولد أوف في 3 مارس/أذار عام 2017، ويعتبر بمثابة امتداد لمشروع معرض أعمال بانكسي المسمى ديسمالاند والذي أقامه لمدة خمسة أسابيع في منطقة ويستون سوبر ماري في جنوب غرب إنجلترا في عام 2015، وكانت لوحات ذلك المعرض الجدارية تصف الحياة في المدن الساحلية في بريطانيا القرن الحادي والعشرين. يتألف مبنى الفندق من ثلاثة طوابق تحتوي بداخلها على 9 غرف. كان المبنى في السابق عبارة عن مبنى سكني قديم كان قد أخلي من ساكنيه في وقت سابق، وشرع الفنان بانكسي على تجهيز المبنى وتأسيس الفندق على مدى عام ونصف قبيل افتتاحه. صُنف الفندق في اليوم الثاني لافتتاحه كأشهر فندق في العالم وكذلك صنف كأسوأ مطلّ في العالم.

## ردود الأفعال
لاقى فندق ذا وولد أوف ردود أفعال متباينة على المستويين الفلسطيني والدولي، فالبعض رأي هو محاولة للكسب على حساب المأساة الفلسطينية المتمثلة في حاجز الفصل العنصري المقام على الأراضي الفلسطينية كما يحتوي الفندق بين مقتنيات معرضه علبة زجاجية تحتوي على ملابس وأحذية أطفال فلسطينيين، بينما وصف آخرون بعض الأعمال الفنية التي عُرضت بالفندق بأنها معادية للسامية مثل اللوحات التي تصور المحرقة النازية، ولوحة يسوع المسيح التي يعتقد النقاد أنها ذات معنى معاد للسامية وخاصة مشهد القناص والنقطة الحمراء التي تُشير لقتل اليهود.

## معرض الصور

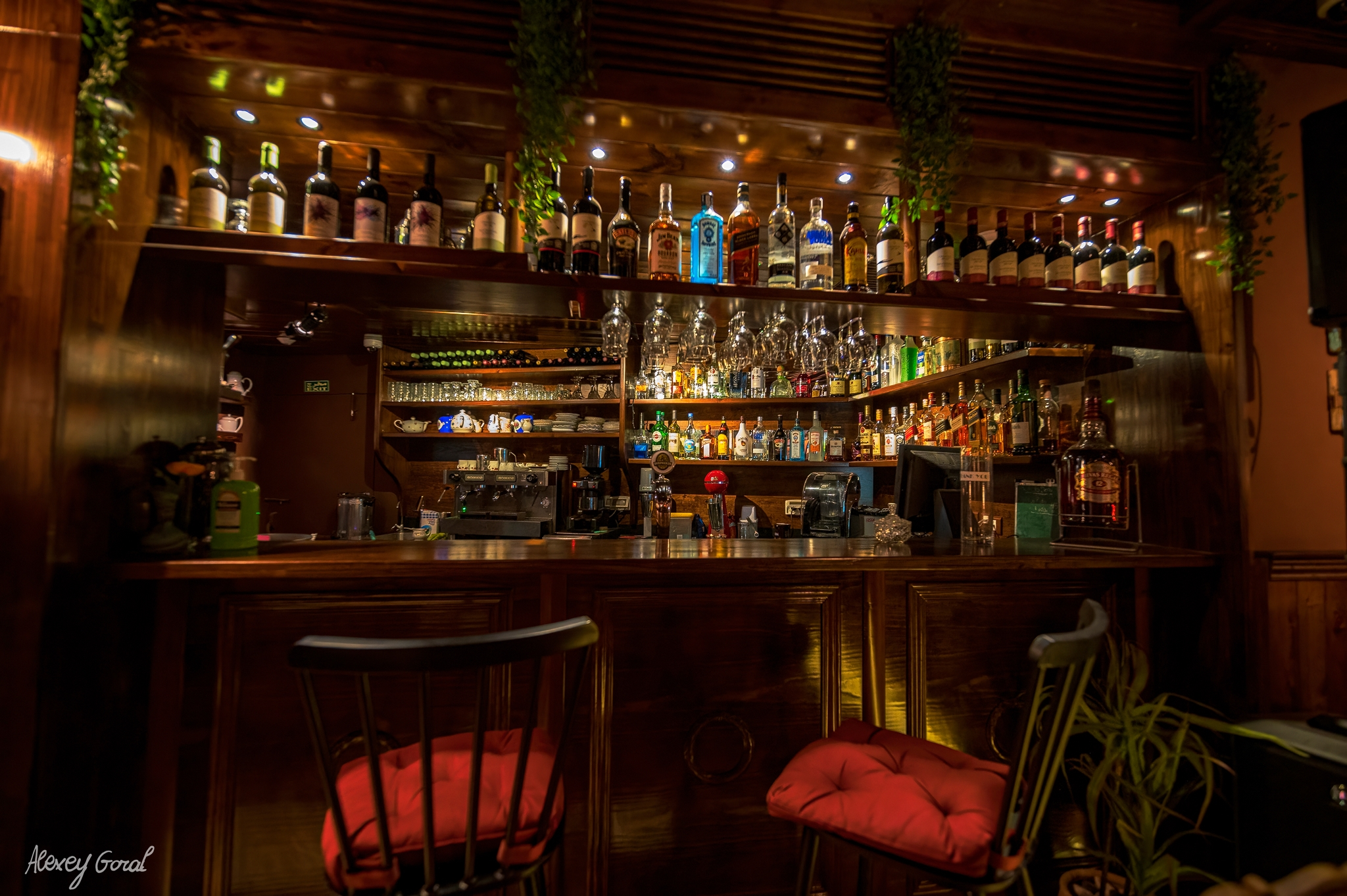
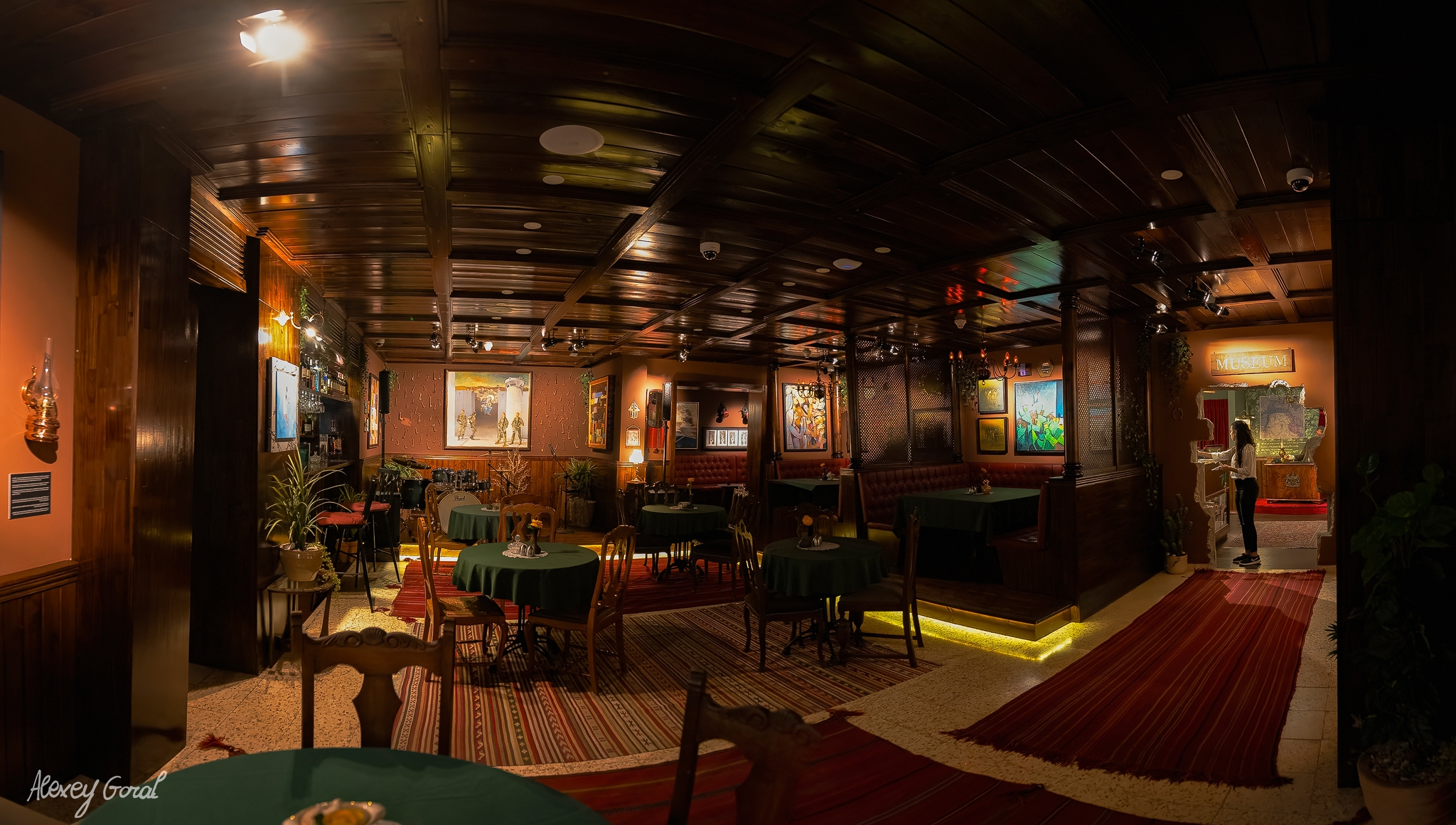
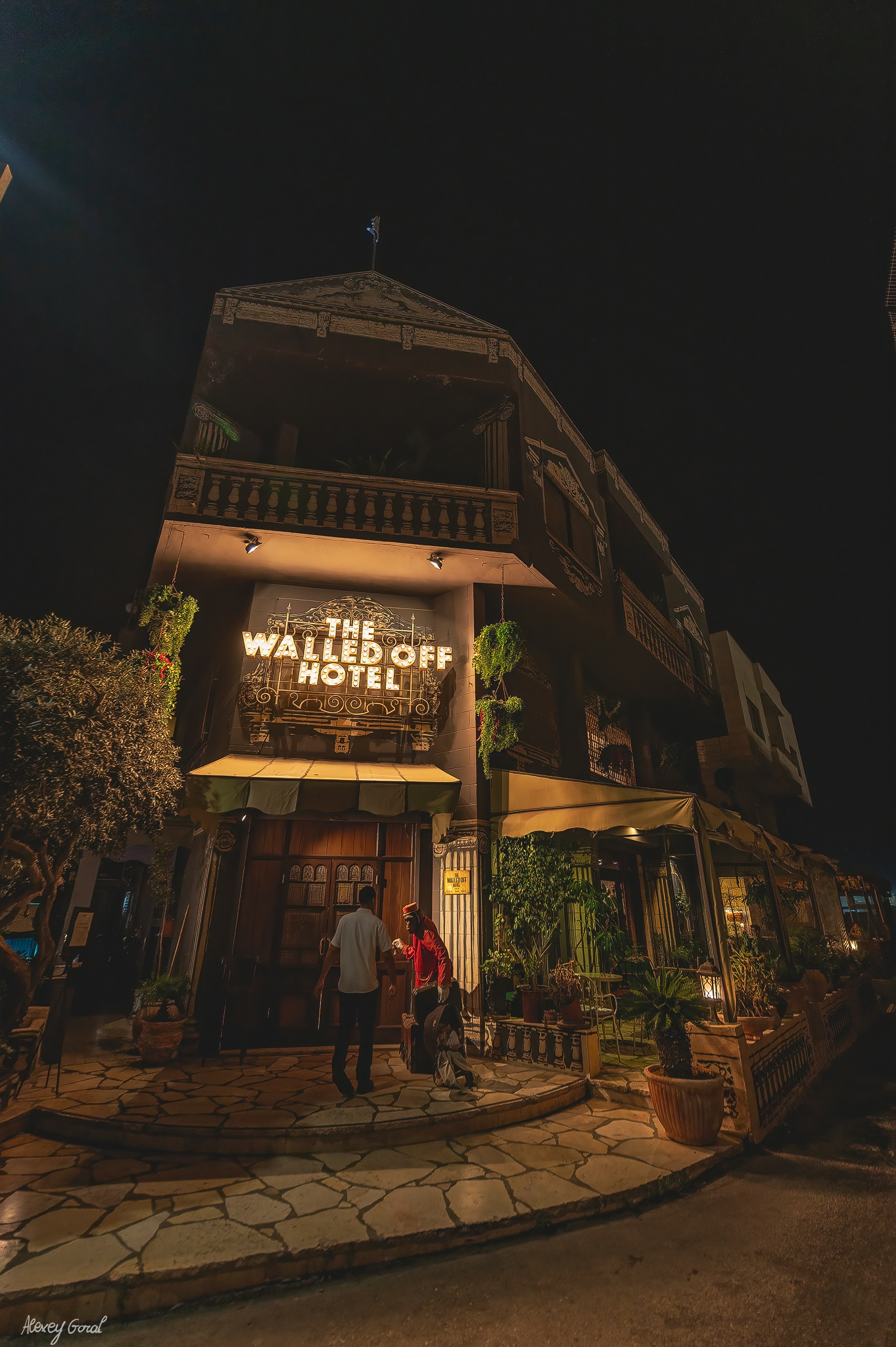
ليل خارجي (2022)